# Бульварно-Кудрявська, 30/13
Наріжний будинок (будинок Гінца) — київський прибутковий будинок на розі вулиць Бульварно-Кудрявської і Гоголівської. Нумерація з боку Бульварно-Кудрявської вулиці — № 30/13, а з боку Гоголівської — 13/30.
Пам'ятка архітектури місцевого значення.

## Історія

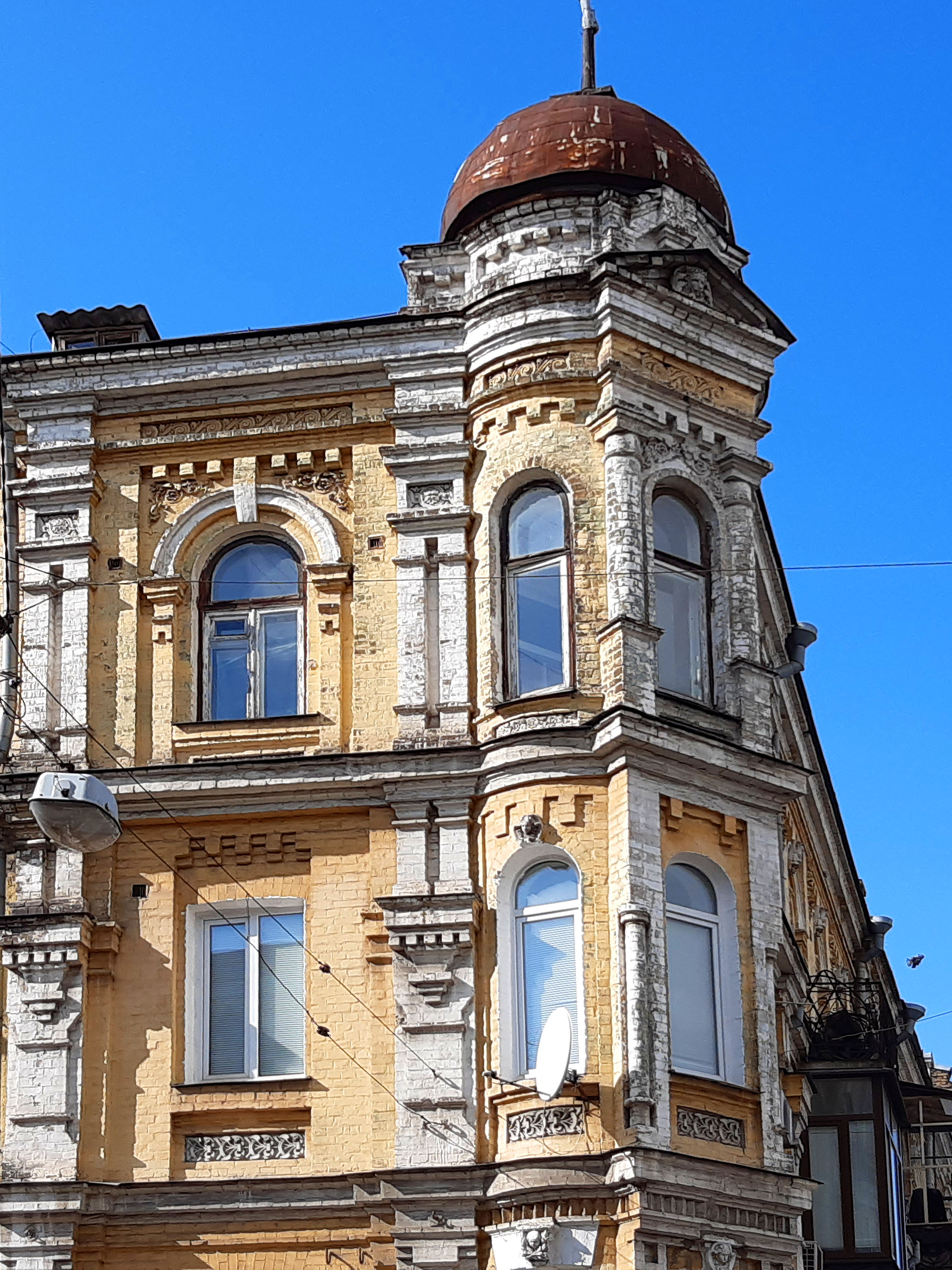
Циліндричний еркер

Станом на 1859 рік садиба на Бульварно-Кудрявській вулиці, 22 (за тодішньою нумерацією) належала вдові поручика Ф. Смеловській. У березні ділянку землі придбав французький підданий, асесор, викладач Києво-Печерського дворянського училища Клеменс Мальгерб. 1867 року тут, у родині Клеменса і його дружини Броніслави, народився син Іван-Августин Мальгерб, майбутній міський архітектор Феодосії і Катеринодара.
1871 року Клеменс Мальгерб, переконаний анархіст, поїхав в охоплену повстанням столицю Франції на захист Паризької комуни, на барикадах якої і загинув. Його вдова Броніслава, яка опинилася у скруті, змушена була продати садибу.
Новим власником став міщанин Віктор Робертович Гінц. Між 1882 і 1889 роками він придбав у сусіда Петра Степановича Булави ще й ділянку на Гоголівській вулиці, 29 (за тодішньою нумерацією).
Віктор Гінц незмінно володів садибою, імовірно, до приходу більшовиків. Принаймні, в документах за 1914 рік будинок значився у його власності.
Прибутковий будинок зведений наприкінці ХІХ сторіччя. У 1897—1898 і 1900 роках виконані дві надбудови.
1991 року проведена реконструкція.

## Архітектура
Будинок цегляний, чотириповерховий. У плані Г-подібний, секційний, з окремим наріжним входом у цокольний поверх.
Віссю симетрії всієї композиції виступає наріжжя, від якого під кутом відходять крила-секції. Наріжжя на рівні другого-четвертого поверхів акцентує циліндричний еркер із консолями, увінчаний банею
З боку Бульварно-Кудрявської вулиці фасад складається з двох частин, кожна з яких акцентована розкріповками й вінцевими аттиками простої прямокутної форми.
Так само розкріповками з аттиком простої прямокутної форми виділені центр та обидва фланги фасаду з боку Гоголівської вулиці.
Проїзд виходить на Бульварно-Кудрявську вулицю.
Стіну прорізають прямокутні й аркові вікна. Окремі вікна на першому поверсі виділені рустованими лізенами, на четвертому — здвоєними пілястрами, а на еркері — колонами.
Рельєфний пластичний декор складається з різноманітних за формою віконних лиштв, міжповерхових і підвіконних тяг, зубчиків та інших елементів, характерних для цегляного стилю. Його доповнюють балконні ковані огорожі.
Ліпний декор представлений маскаронами, які слугують прикрасою для замкових каменів. Їх доповнюють рослинні й меандрові орнаменти в підвіконних фільонках третього поверху.

## Галерея

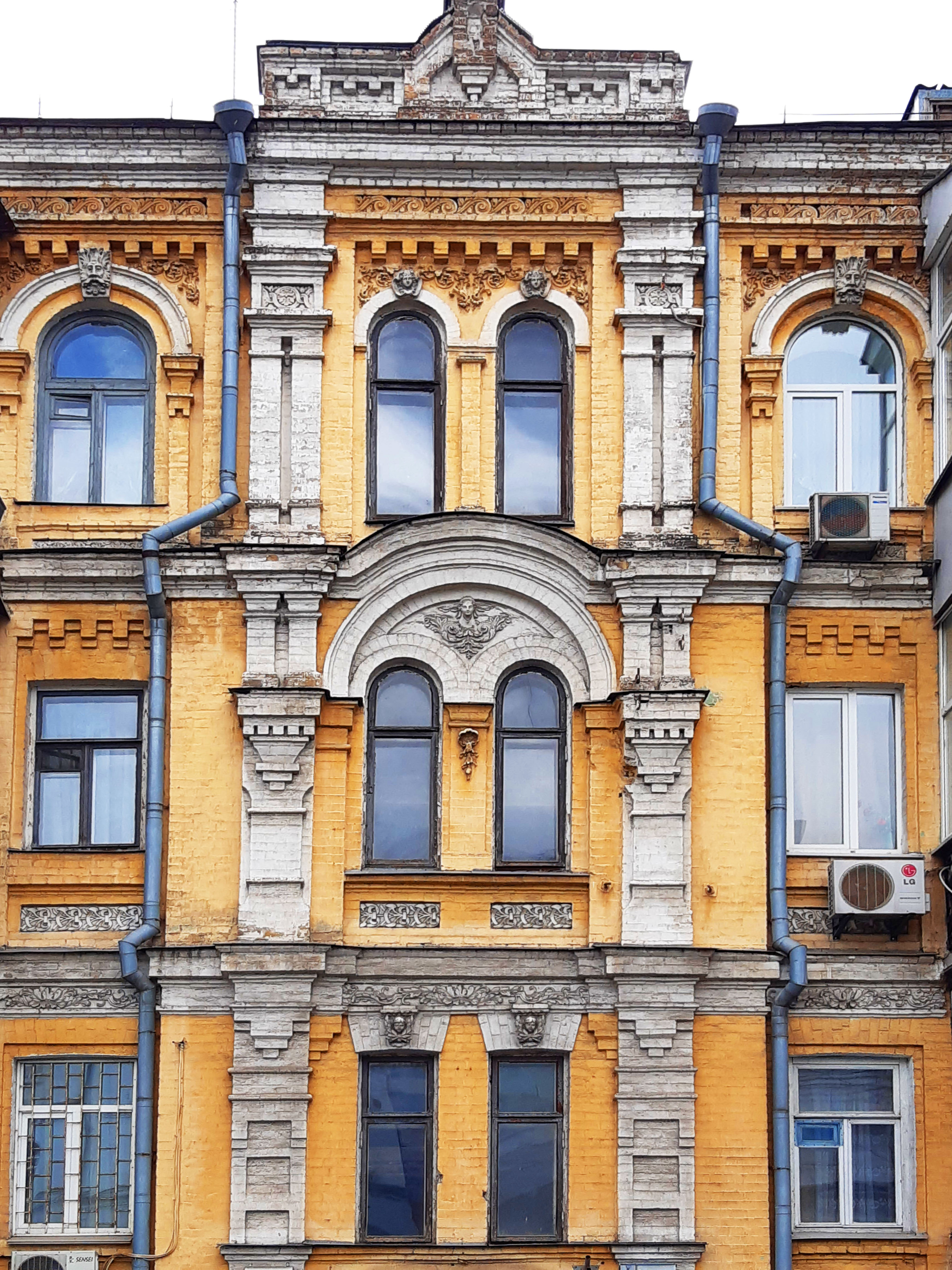
Північно-східне крило
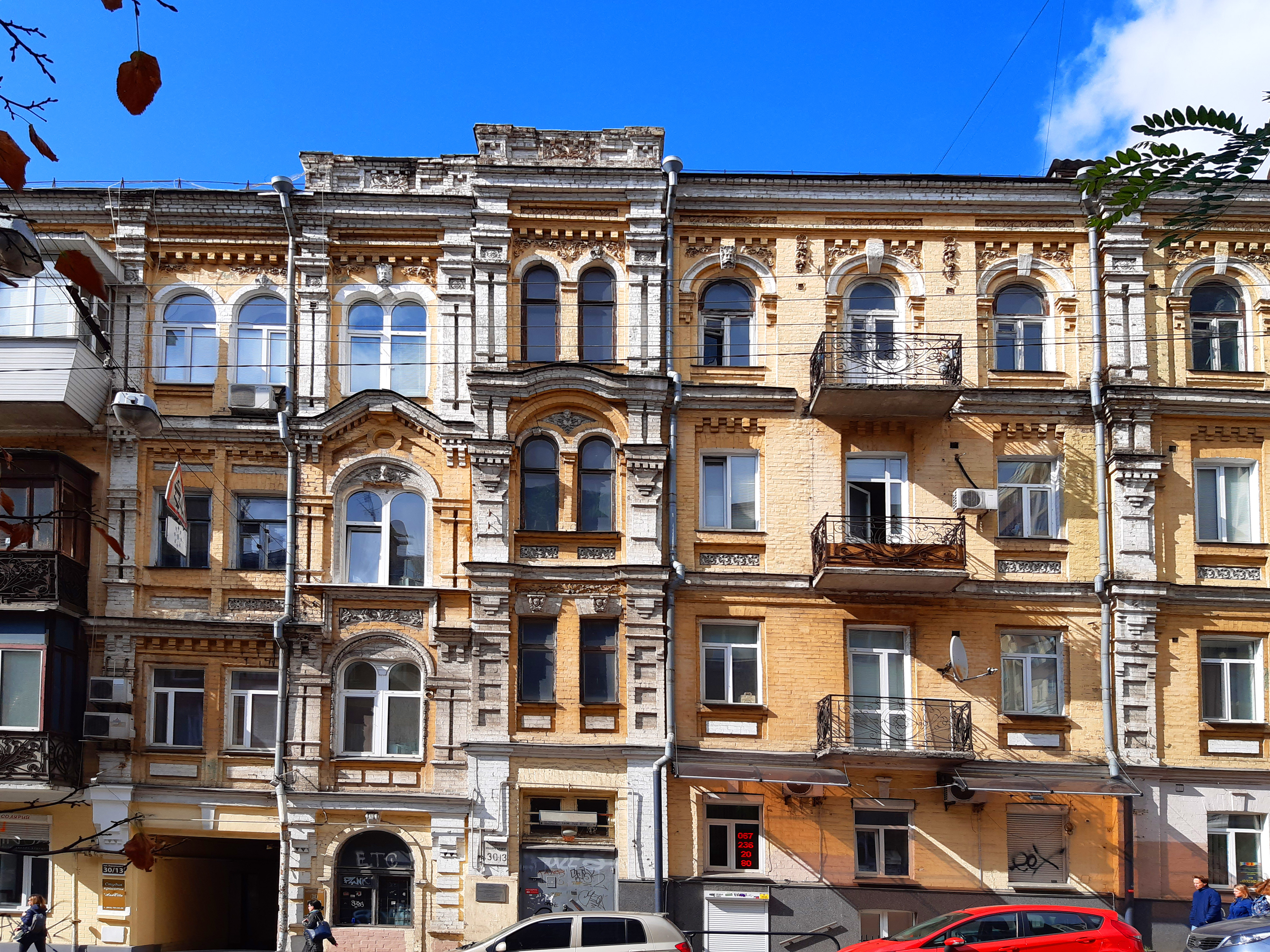
Південно-східне крило-секція
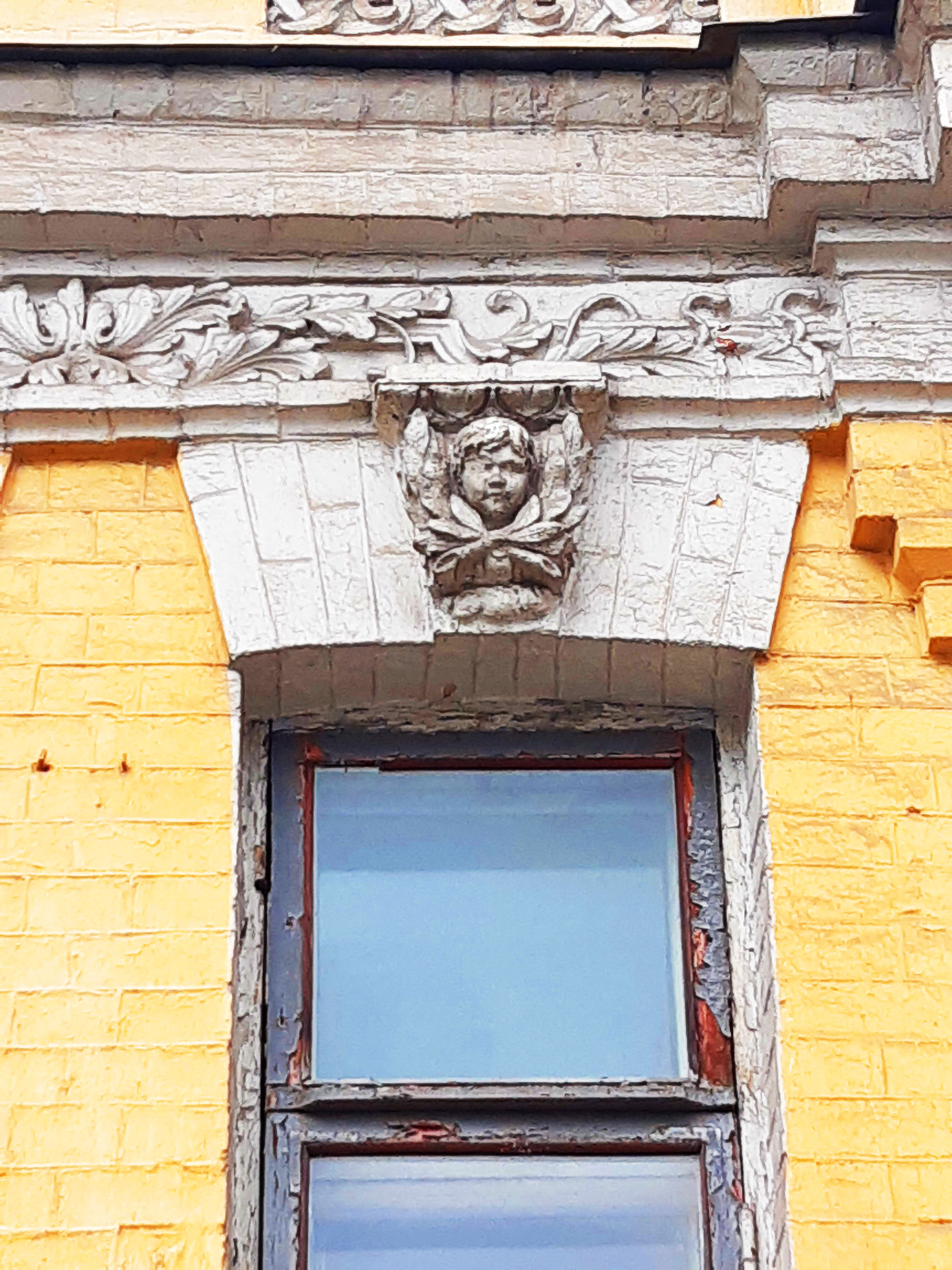
Маскарон